# 186 Celuta
186 Celuta (mednarodno ime je tudi 186 Celuta) je velik asteroid tipa S v glavnem asteroidnem pasu. 

## Odkritje
Asteroid sta odkrila brata astronoma Paul Henry in Prosper Henry 6. aprila 1878 . Odkritje se priznava P. M. Henryju. Ni znano po kom se asteroid imenuje.

## Lastnosti
Asteroid Celuta obkroži Sonce v 3,63 letih. Njegova tirnica ima izsrednost 0,150, nagnjena pa je za 13,174° proti ekliptiki. Njegov premer je 49,99 km, okoli svoje osi pa se zavrti v 19,6 h .